# Мельников, Иван Иванович (1905—1995)
Иван Иванович Мельников (12 декабря 1905, Рыбная Ватага, Вятская губерния — 16 января 1995, Москва) — советский военный деятель, генерал-майор (1943 год).

## Биография
Иван Иванович Мельников родился 12 июня 1905 года в деревне Рыбная Ватага (ныне — Кильмезского района Кировской области).
В сентябре 1926 года был призван в ряды РККА и направлен красноармейцем сначала в Нижегородскую нормальную школу имени И. В. Сталина, а в августе 1927 года — в 10-й караульный батальон (Московский военный округ).
В сентябре 1928 года был направлен на учёбу в Рязанскую пехотную школу, после окончания которой в апреле 1931 года был направлен в 12-й Туркестанский стрелковый полк (4-я Туркестанская стрелковая дивизия), где служил на должностях командира взвода полковой школы и командира роты.
С октября 1933 года служил в 11-й стрелковой дивизии (Ленинградский военный округ) на должностях командира учебной роты и начальника полковой школы 31-го стрелкового полка, а в августе 1937 года был назначен на должность командира батальона 33-го стрелкового полка в составе той же дивизии. С сентября того же года Мельников принимал участие в боевых действиях в ходе Гражданской войны в Испании.
После возвращении в июне 1938 года был назначен на должность командира 33-го стрелкового полка (11-я стрелковая дивизия), вскоре преобразованный в 163-й стрелковый полк. Находясь на данной должности, принимал участие в советско-финской войне.

### Великая Отечественная война
С началом войны находился на прежней должности. Полк под командованием Мельникова принимал участие в боевых действиях в ходе приграничного сражения в Латвии, в том числе с 23 по 25 июня — во фронтовом контрударе по 4-й танковой группе противника в районе Шяуляйского укреплённого района. Вскоре полк отступал на рижском и тартуском направлениях, а в июле вёл тяжёлые оборонительные бои в Эстонии.
В январе 1942 года был назначен на должность командира 167-й стрелковой дивизии, находившейся на формировании в Уральском военном округе. С июля дивизия под командованием Мельникова вела боевые действия в составе оперативной группы генерал-лейтенанта Н. Е. Чибисова, а с августа в составе 38-й армии участвовала в тяжёлых оборонительных и наступательных боевых действиях на воронежском направлении, а затем — в Воронежско-Касторненской наступательной, Харьковских наступательной и оборонительной операциях, в Курской битве, в Киевских оборонительной и наступательной операциях, а также в освобождении городов Сумы, Ромны и Киев. За отличия в этих боевых действиях дивизии были присвоены почётные наименования «Сумская» и «Киевская».
В июле 1944 года был назначен на должность командира 95-го стрелкового корпуса, который вскоре принимал участие в боевых действиях в ходе Львовско-Сандомирской, Карпатско-Ужгородской и Западно-Карпатской наступательных операций, а также в освобождении городов Долина, Болехов, Сколе и Турка, выйдя на рубеж Бузивка — Паневце.
18 апреля 1945 года генерал-майор Мельников в результате подрыва на мине был тяжело ранен и эвакуирован в госпиталь.

### Послевоенная карьера
После излечения в ноябре того же года был назначен на должность заместителя командира 24-го стрелкового корпуса (Одесский военный округ).
В марте 1947 года был направлен на учёбу на Высшие академические курсы при Высшей военной академии имени К. Е. Ворошилова, после окончания которых в мае 1948 года был назначен на должность начальника Ярославского военного училища, а в январе 1958 года — на должность начальника Саратовского суворовского военного училища.
Генерал-майор Иван Иванович Мельников в декабре 1960 года вышел в запас. 
Умер 16 января 1995 года в Москве.  Похоронен в Москве на Троекуровском кладбище.

## Награды
СССР
- Два ордена Ленина (10.01.1944, 19.11.1951);
- Три ордена Красного Знамени (08.04.1943, 06.11.1947, 30.12.1956);
- Орден Суворова 1-й (21.05.1945) и 2-й (15.04.1944) степеней;
- Орден Кутузова 2-й степени (23.09.1944);
- Орден Отечественной войны 1-й степени (06.04.1985);
- Орден Красной Звезды (22.02.1939, 03.11.1944);
- Медали.

Иностранные награды
- Орден «Легион почёта» степени командора (США, август 1944)[2].

Приказы (благодарности) Верховного Главнокомандующего в которых отмечен И. И. Мельников
- За овладение важным областным центром Украины — городом Сумы. 2 сентября 1943 года № 8.
- За овладение столицей Советской Украины городом Киев — крупнейшим промышленным центром и важнейшим стратегическим узлом обороны немцев на правом берегу Днепра. 6 ноября 1943 года № 37.
- За овладение городами Чехословакии Керешмэзе (Ясина), Рахов и крупными населенными пунктами Чертижне, Белька, Поляна, Руске, Льгота, Ужок, Нижни Верецки, Заломиска, Пилипец, Голятин, Торуна, Надбочко и в Северной Трансильвании городом Сигет. 18 октября 1944 года № 198
- За овладение на территории Чехословацкой республики промышленным центром Закарпатской Украины городом Мукачево — важным узлом коммуникаций и опорным пунктом обороны противника у южных отрогов Карпат. 26 октября 1944 года № 206
- За овладение на территории Чехословацкой республики главным городом Закарпатской Украины Ужгород — крупным узлом коммуникаций и важным опорным пунктом обороны противника. 27 октября 1944 года № 207.
- За овладение на территории Чехословакии городами Михальовце и Гуменне — важными узлами коммуникаций и опорными пунктами обороны противника. 26 ноября 1944 года № 211.
- За овладение на территории Польши городом Новы-Сонч и на территории Чехословакии городами Прешов, Кошице и Бардеёв — важными узлами коммуникаций и опорными пунктами обороны немцев. 20 января 1945 года. № 234
- За овладение городами Вадовице, Спишска-Нова-Вес, Спишска-Стара-Вес и Левоча — важными узлами коммуникаций и опорными пунктами обороны немцев. 27 января 1945 года. № 260.
- За овладение городом Бельско — крупным узлом коммуникаций и мощным опорным пунктом обороны немцев на подступах к Моравской Остраве. 12 февраля 1945 года. № 275.
- За овладение городом Моравска-Острава — крупным промышленным центром и мощным опорным пунктом обороны немцев в Чехословакии. Одновременно войска фронта овладели городом Жилина — важным узлом дорог в полосе Западных Карпат. 30 апреля 1945 года. № 353.